# 聖スティーブン教会
座標: 北緯51度30分45秒 西経0度05分24秒 / 北緯51.512628度 西経0.089919度

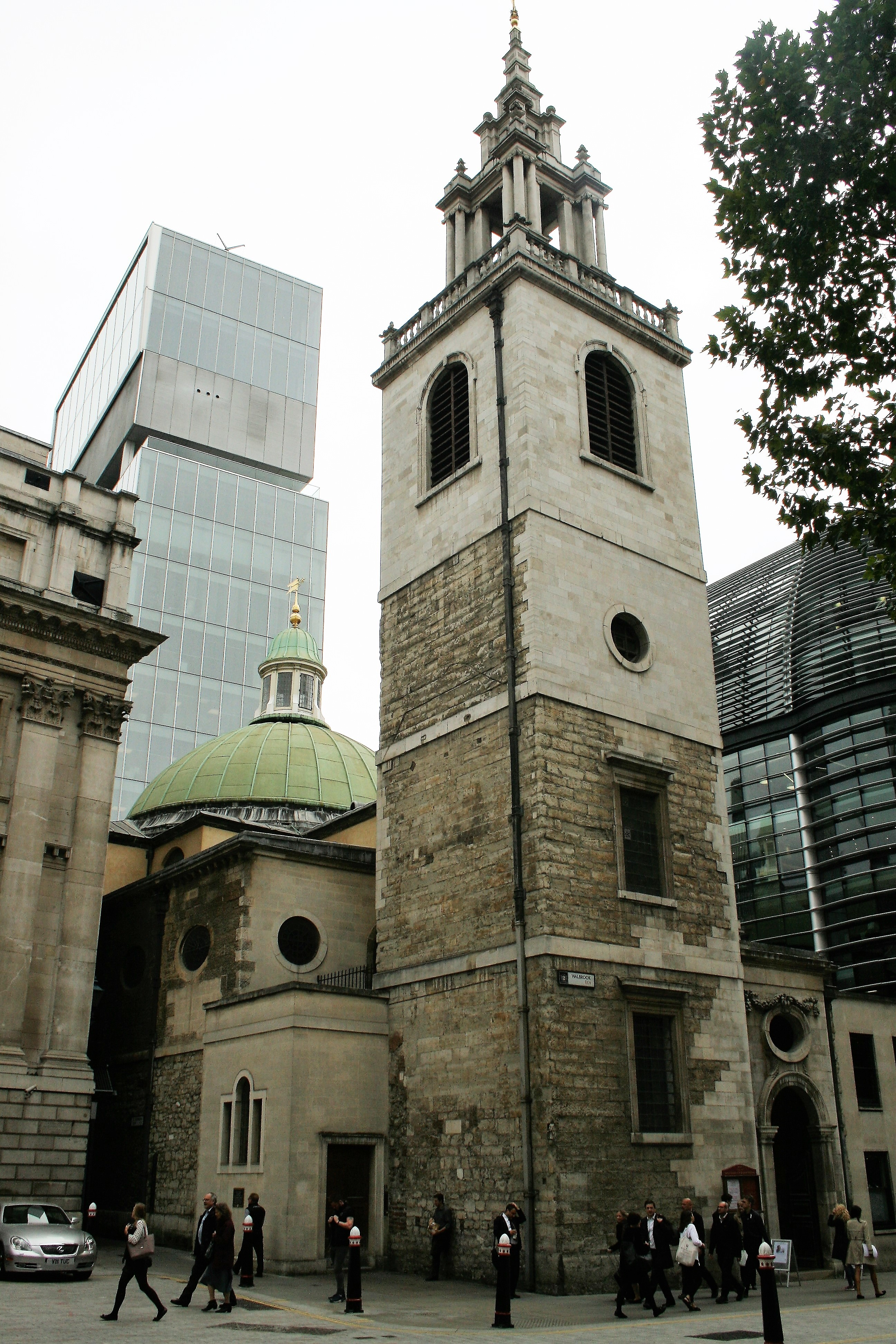
聖スティーブン・ウォルブルック教会

聖スティーブン・ウォルブルック教会（せいスティーブン・ウォルブルックきょうかい、St. Stephen Walbrook Church）は、イギリスのロンドン、マンションハウスの隣にあるイングランド国教会の教会。

## 歴史
ウォルブルックという地名は、昔そこを流れていた川の名から出たもので、この教会はその西側の岸に1096年以前に建てられたと考えられている。
1666年のロンドン大火で焼失した時にはクリストファー・レンによって再建されたが、第二次世界大戦で破壊され、1950年代になり修復された。天井は8つのコリントスの柱と8つのアーチが透明な窓で区切られており、壮大なドーム状になっている。1941年のロンドン大空襲で大損害を受けたが、17世紀の建具類は残存している。

## いのちの電話
自殺防止機関「サマリタンス」（Samaritans）の創始者チャド・ヴァラーは1953年から2003年この教会の司祭であった。イギリスで自殺が増加していた1953年に、教会の事務所でヴァラーが始めた自殺予防のための電話相談に端を発する活動。日本の「いのちの電話」の元になっている。

## 装飾、内装

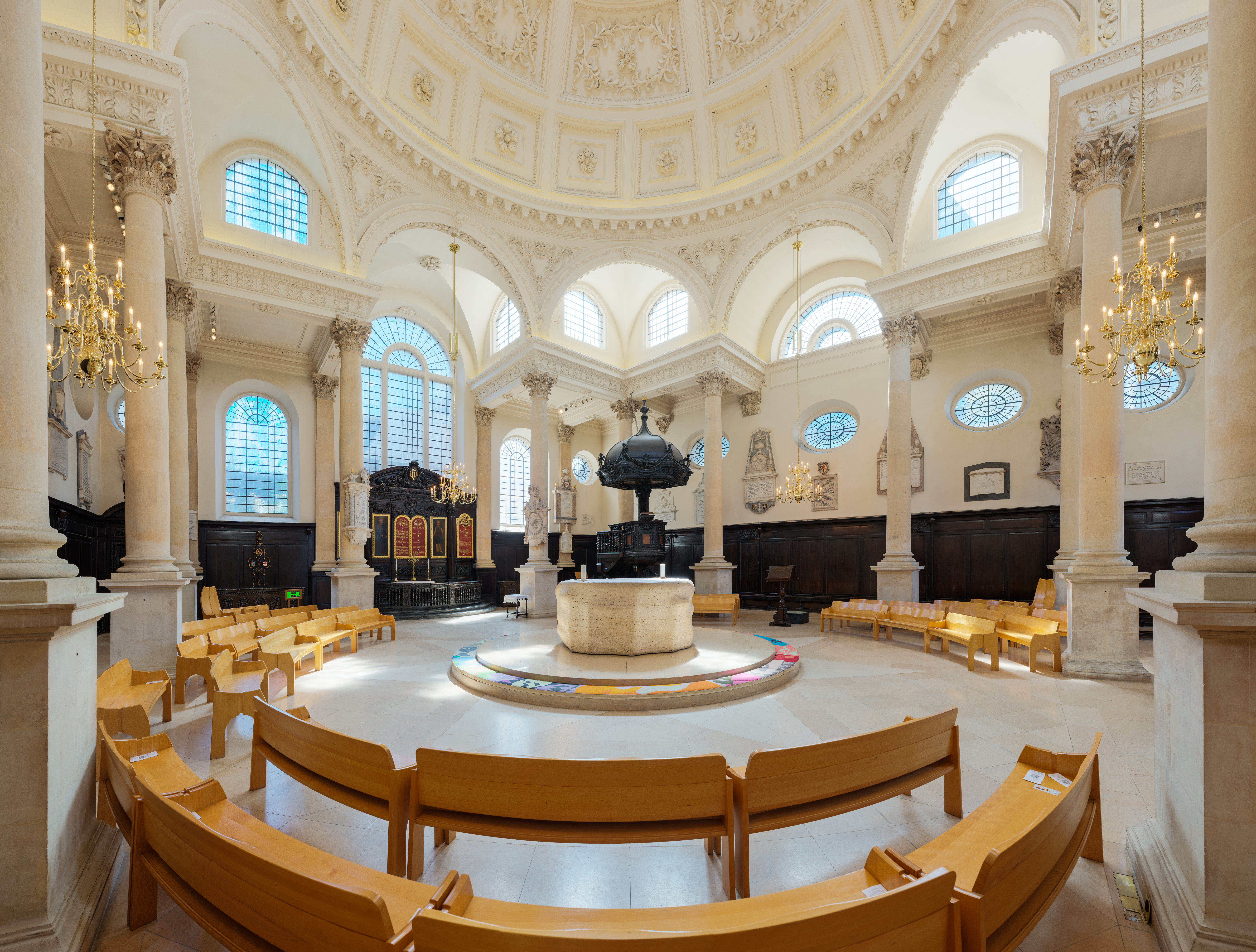
聖スティーブン・ウォルブルック教会の内部

祭壇
トラバーチン大理石の祭壇は彫刻家ヘンリー・ムーアの作品である。
埋葬者
バロック様式で有名な建築家のサー・ジョン・ヴァンブラの墓である。ヴァンブラはニコラス・ホークスムアの協力によってステイトリー・ホームのカースル・ハワードやイーストン・ネストン、ブレナム宮殿、シートン・デラヴァルなどを設計した。

## 脚註
1. ↑  en:St Stephen Walbrook#Recent history
2. ↑  能登原由美※ (2023年2月15日). “イギリス探訪記｜（4）ダンスタブルを訊ねて”.   Mercure des Arts. 2024年9月3日閲覧。 “聖ステファン・ウォルブルック教会……現在の建物は1953年に再建された比較的新しいものらしい。” ※能登原由美 - researchmap